# Panellus stipticus
Panellus stipticus (Pierre Bulliard, 1783 ex Petter Adolf Karsten, 1879) din încrengătura Basidiomycota, în familia Mycenaceae și de genul Panellus, denumit în popor păstrăv bioluminescent, panou, sau păstrăv amar este o  specie saprofită de ciuperci necomestibile, de la câmpie la munte destul de răspândită. Acest burete comun trăiește în România, Basarabia și Bucovina de Nord prin păduri de foioase în grupuri de mai multe exemplare imbricate sau suprapuse, crescând în mănunchiuri, pe bușteni, cioturi și trunchiuri de copaci în stare de putrefacție, mai ales pe cei de fag, mesteacăn și stejar, provocând un mucegai brun, fiind un burete bioluminiscent. Timpul apariției este peste tot anul, dar de recoltat proaspăt în special din (septembrie) octombrie până iarna târziu.

## Taxonomie
Numele binomial a fost determinat de către renumitul savant francez Pierre Bulliard drept Agaricus stypticus în volumul 3 al operei sale Herbier de la France din 1783 și transferat corect la genul Panellus sub păstrarea epitetului de micologul finlandez Petter Adolf Karsten, de verificat în volumul 32 al jurnalului botanic Bidrag till Kännedom av Finlands Natur och Folk din 1879.
Specia a mai fost descrisă sub mai mulți alți taxoni (vezi și infocaseta) care, deși nefiind folosiți, sunt acceptați sinonim. Mai multe încercări de redenumire precum variații vezi la Index Fungorum.
Epitetul este derivat din cuvântul latin (latină stipes=baton, butuc, creangă, stâlp gros, trunchi), datorită locului de apariție al soiului în pădure.

## Descriere

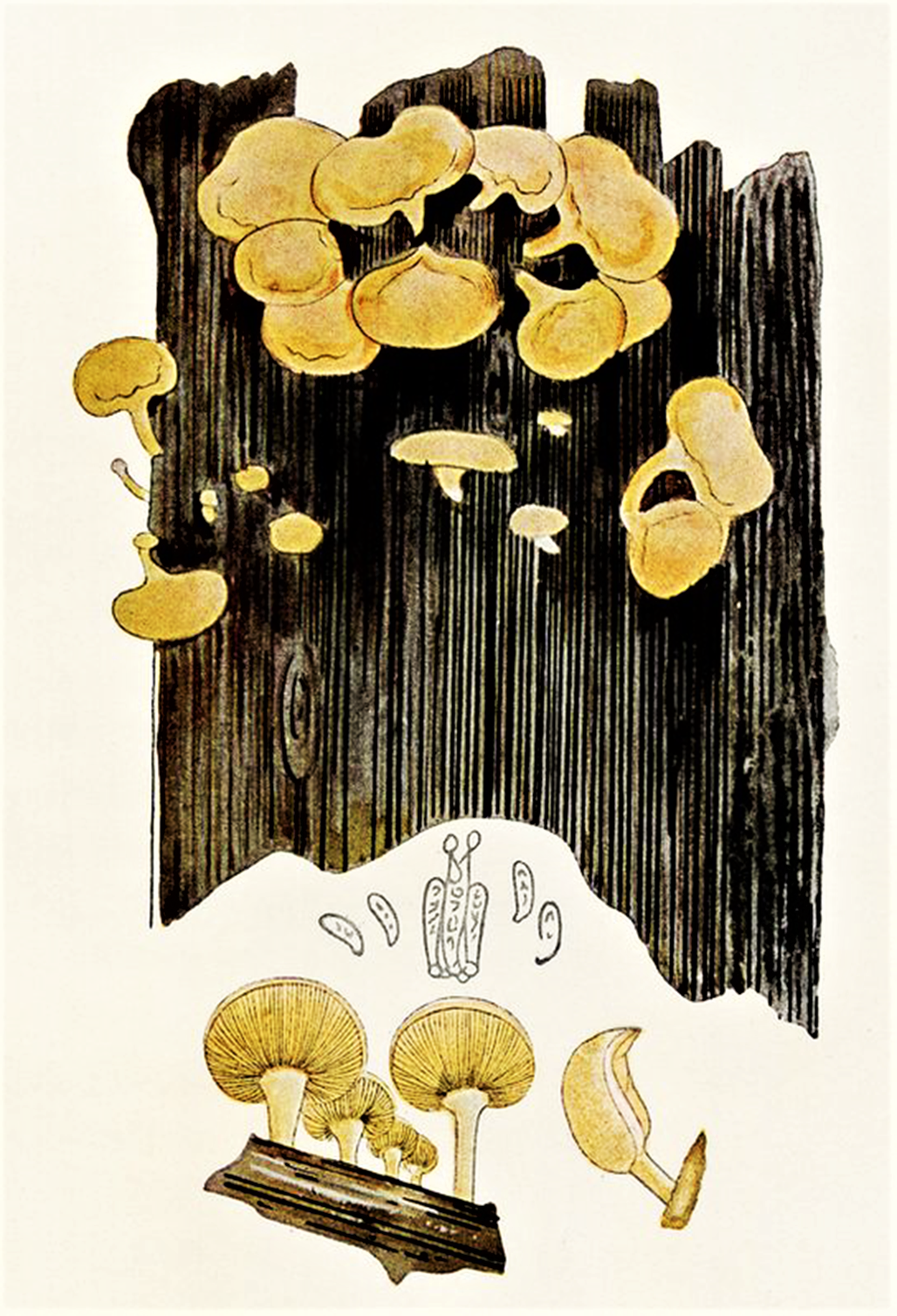
Bres.: Panellus stipticus

- Pălăria: elastică până fibroasă, acoperită cu un strat gomos, are un diametru de 2-5 (6) cm, este destul de subțire, orizontală, asimetrică, în formă de scoică, evantai sau rinichi, la maturitate uneori ceva adâncită în centru, în tinerețe cu margini rulate care devin cu timpul ondulate și crestate. Cuticula inițial catifelată, apoi tărâțată până solzoasă (la bătrânețe aproape netedă) și, slab zonată concentric este lipicioasă sub presiune. Coloritul în tinerețe gălbui, variază apoi între ocru și brun de scorțișoară deschis. Cu avansarea în vârstă și la secete devine din ce în ce mai albicios. Bioluminează puternic verzui.
- Lamelele: sunt subțiri, îndesate, bifurcate, intercalate, adeseori anastomozate, clar libere și cu muchii lipicioase.
- Piciorul: alipit excentric de pălărie, este neted sau tărâțat fin, scurt cu o înălțime de 1,5-2 cm și o lățime de 0,4-0,7 cm, fiind elastic, plin precum conic spre sus. Coloritul cojii este ocru-gălbui până ocru-brun, adesea identic cu pălăria.
- Carnea: este de un ocru palid, subțire și elastică. Are un miros imperceptibil, dar un gust extrem de amar ca fierea. Datorită bioluminescenței emită o lumină verzuie.[4][5]
- Caracteristici microscopice: are spori alungit ovoidali până elipsoidali, apiculați, hialini (translucizi), netezi, și amilozi (membrane sau ornamentații ale sporilor care în reactiv iodat se colorează în albastru cenușiu sau negricios, iar la unele ascomicete vârful ascelor în nuanță albăstruie), având o mărime de 5-6 x 2-3 microni. Pulberea lor este alb-gălbuie. Basidiile (organe sporifere care produc spori exogeni) cilindric clavate cu 2 sterigme fiecare, măsoară 18-20 x 3-3,5 microni, iar cistidele (elemente sterile situate în stratul himenal sau printre celulele din pielița pălăriei și a piciorului, probabil cu rol de excreție) inițial în forma de lance cu 30 x 15 microni se alungesc cu maturitatea asemănător unei măciuci, măsurând atunci 40-70 x 7-8 microni.[10]
- Reacții chimice: se decolorează carnea cu anilină de fenol brun-purpuriu sia cu hidroxid de potasiu palid ocru.[11]

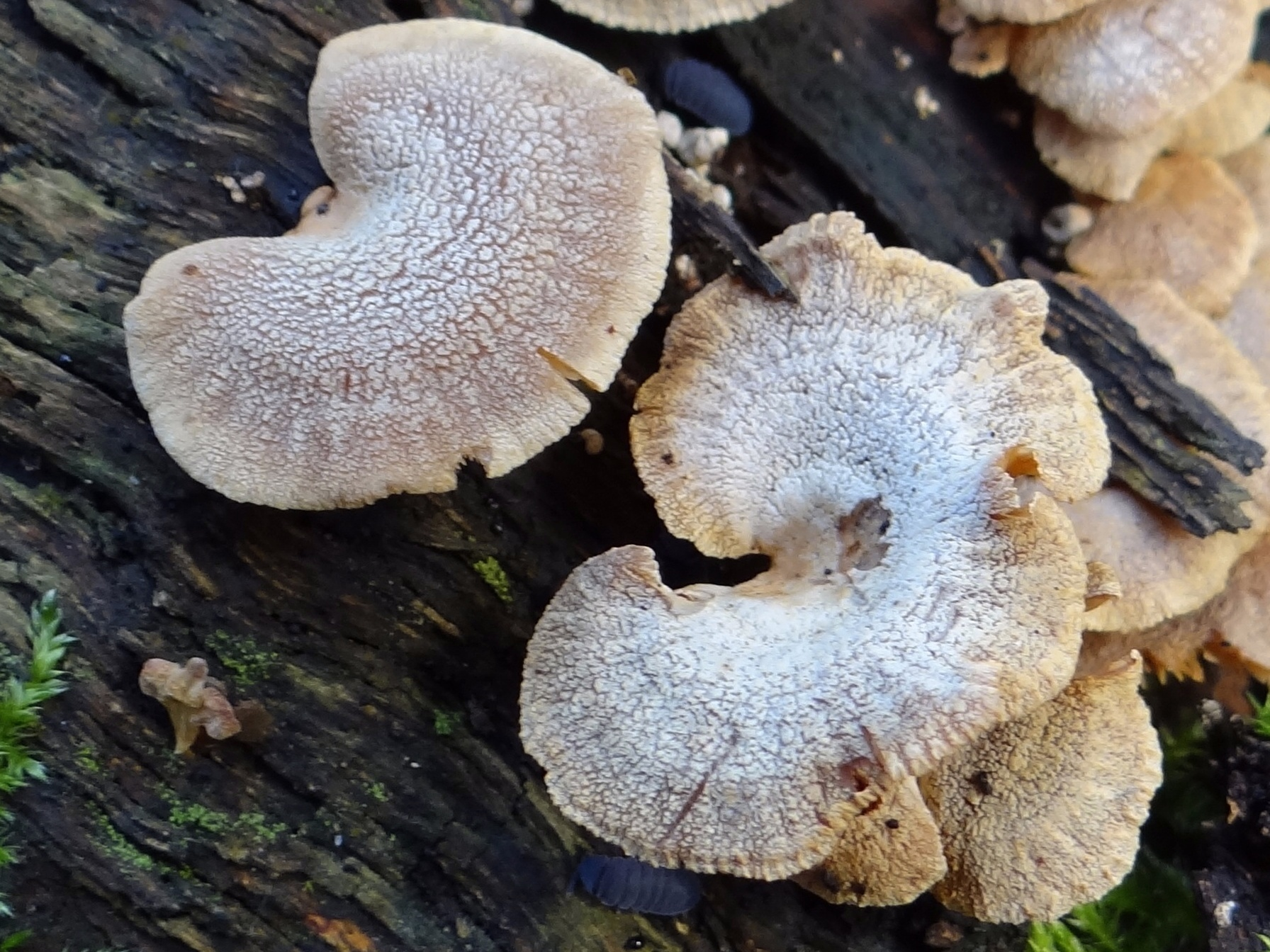
P. stipticus, suprafața la bureți maturi
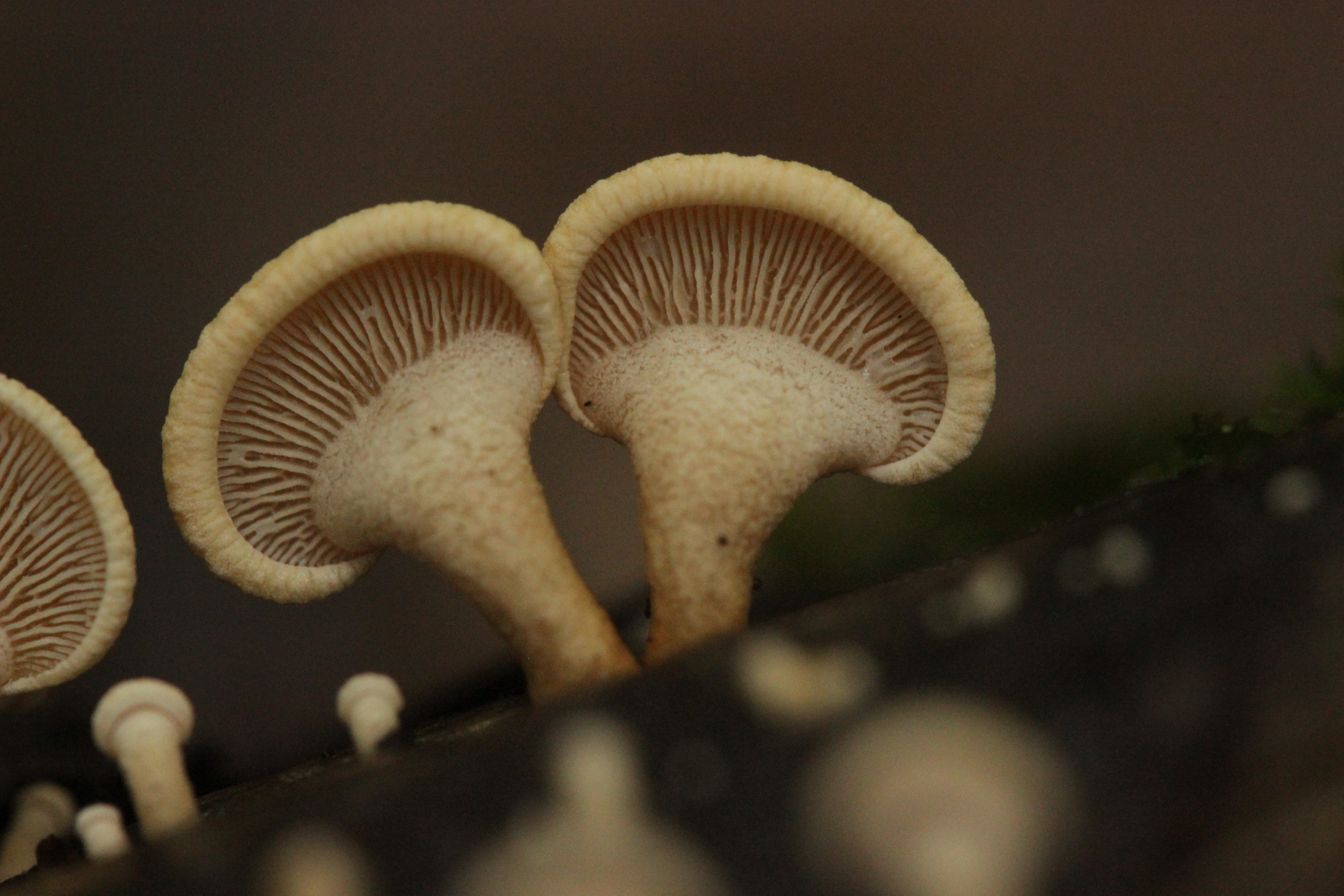
P. stipticus tineri, lamele și picior
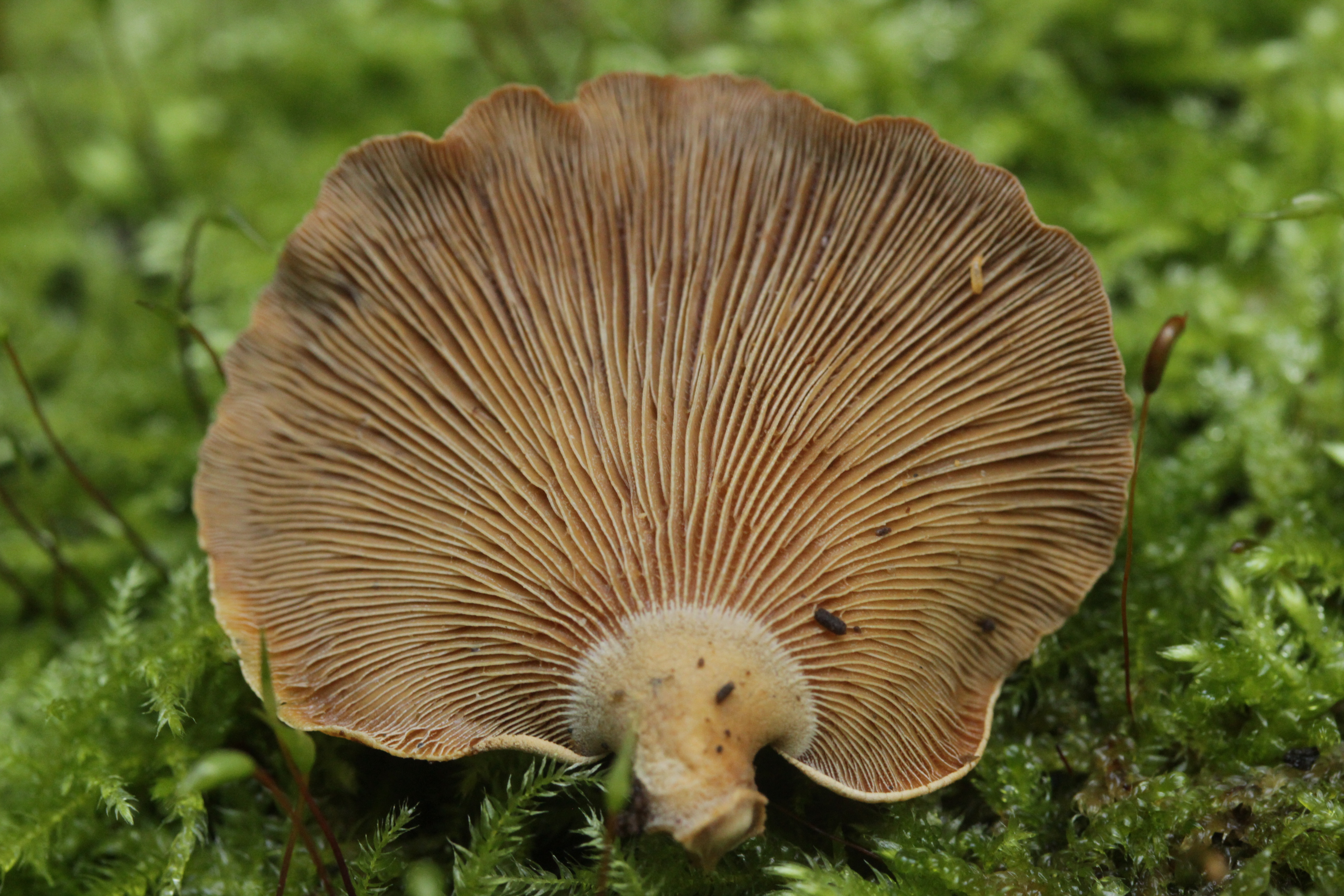
P. stipticus bătrân, lamele și picior
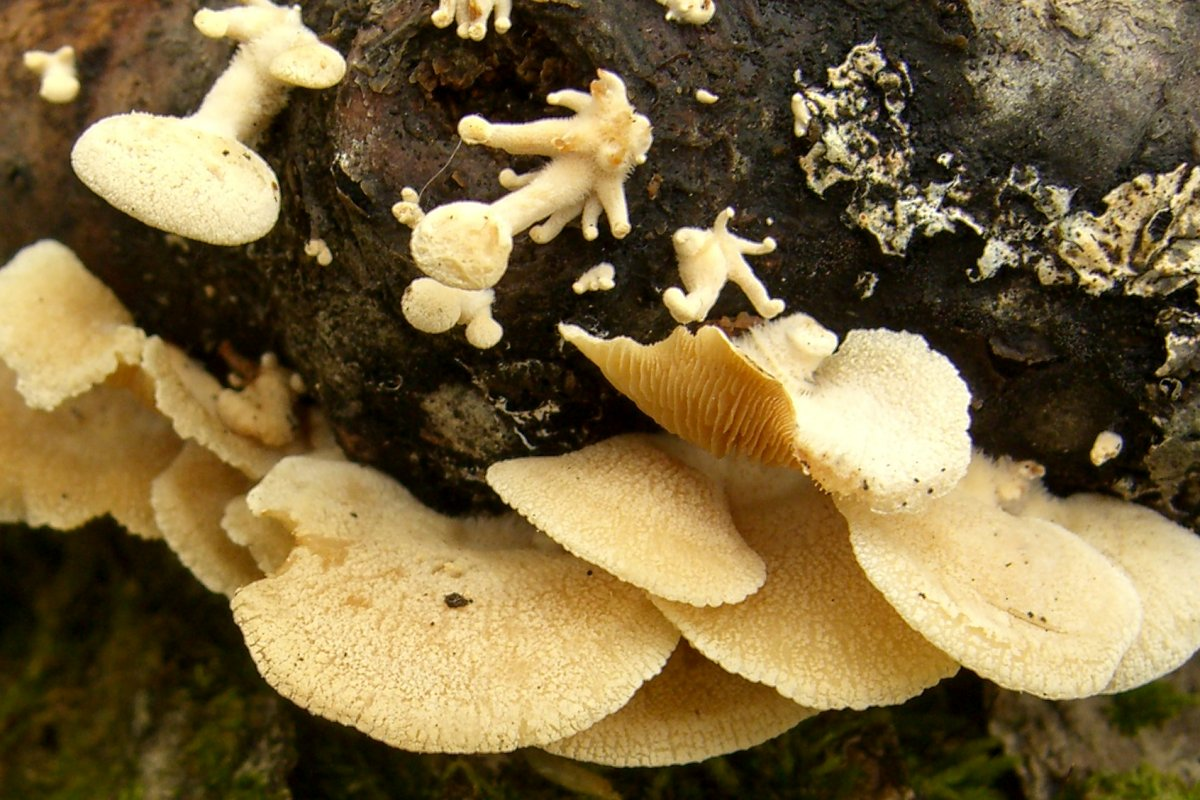
P. stipticus tineeri
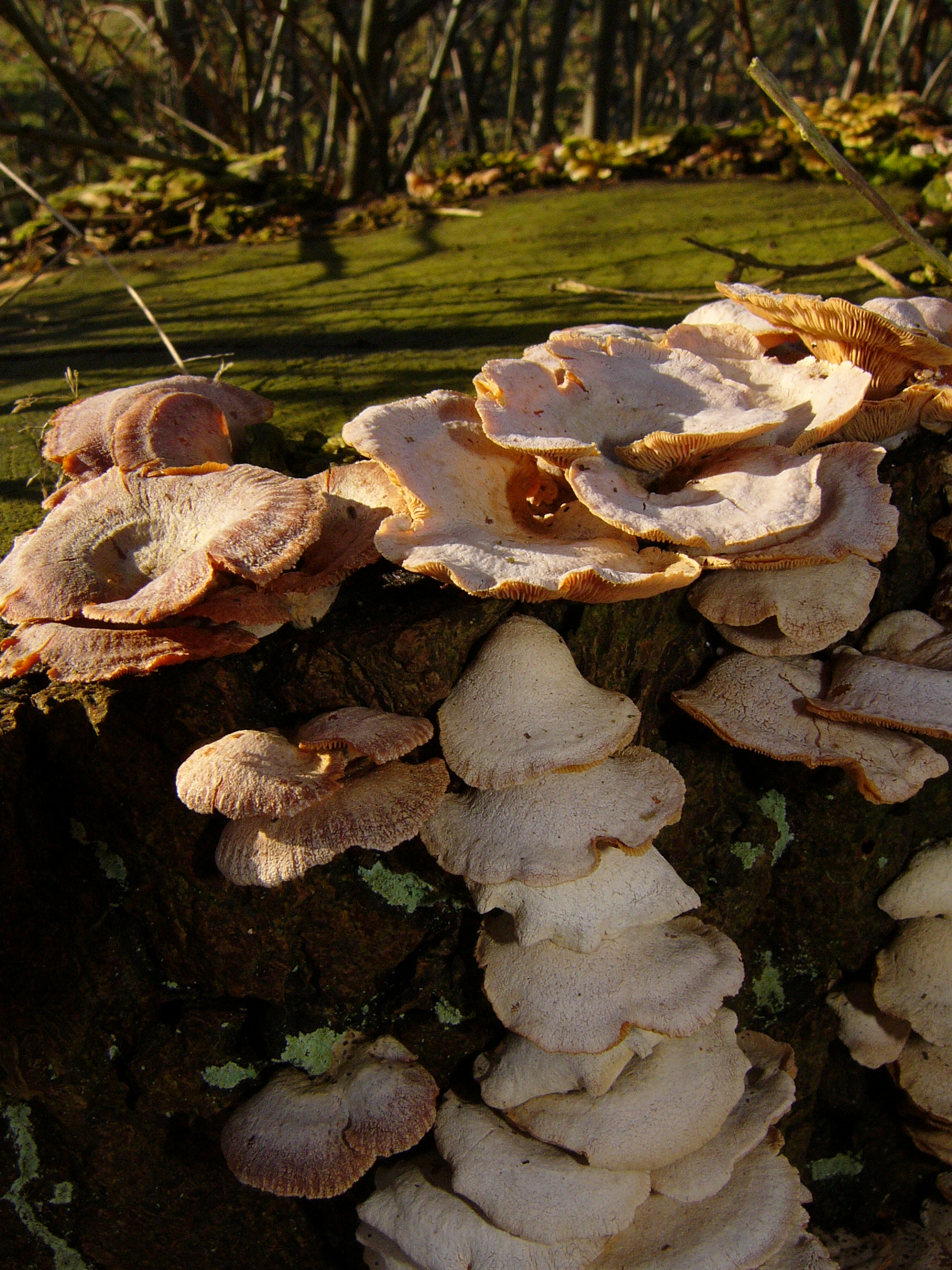
P. stipticus bătrâni
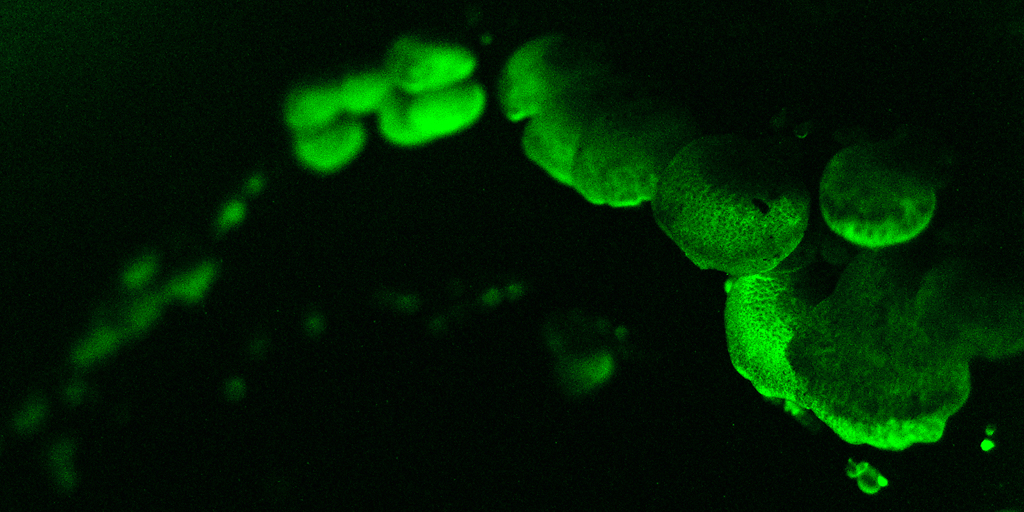
P. stipticus, bioluminescență 1
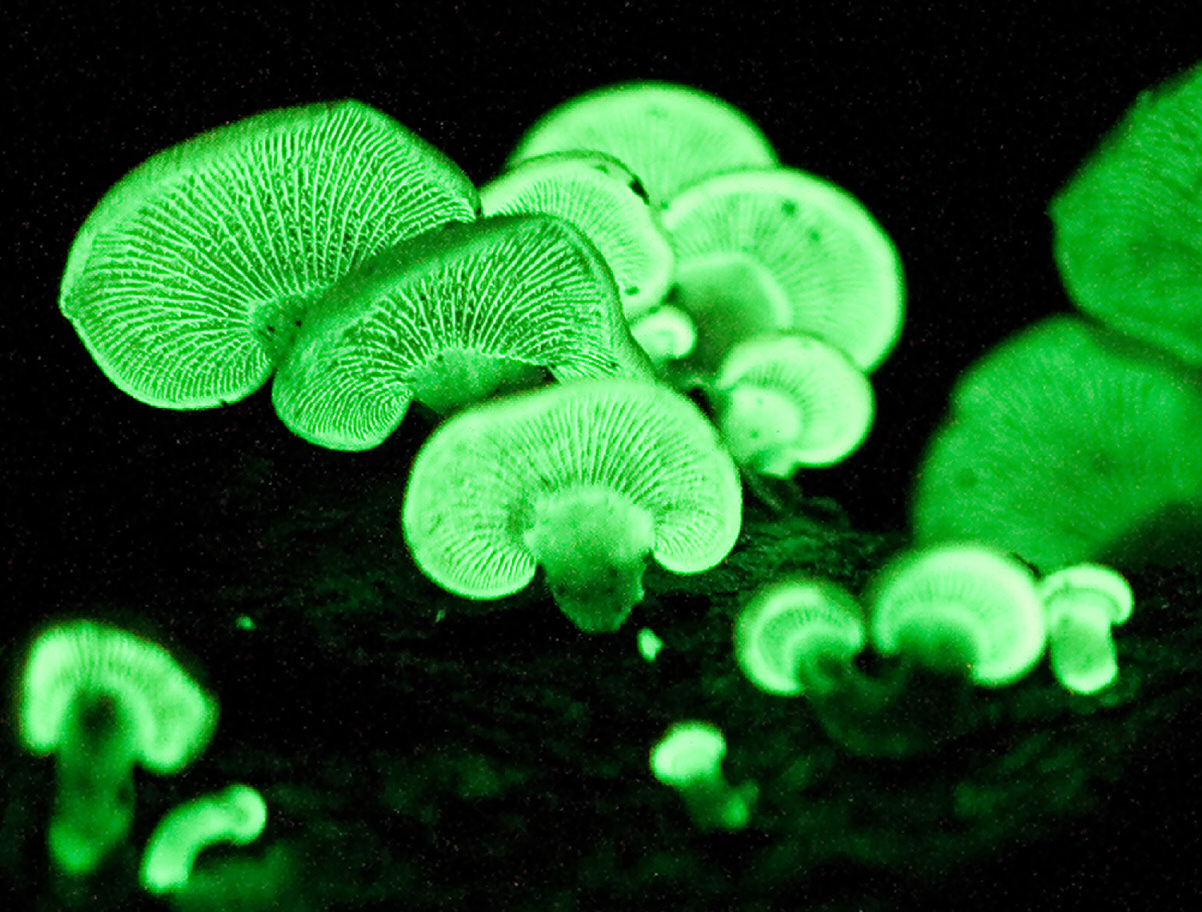
P. stipticus, bioluminescență 2

## Confuzii
Specia poate fi confundată cu de exemplu: Crepidotus mollis (necomestibil, carne gelatinoasă, dură și elastică, fără miros și gust specific, crește pe foioase), Neolentinus adhaerens sin. Lentinus adhaerens (necomestibil, carne dură și elastică, separă picături rășinoase, miros de ciuperci, gust amar, astringent și zgârcind, crește pe rășinoase), Panellus mitis (comestibil, ceva apos, cuticulă gelatinoasă, miros de ciuperci, gust blând, crește pe rășinoase), Panellus violaceofulvus (necomestibil, mai violaceu, fără miros și gust specific, carne dură și elastică, crește pe rășinoase), cu speciile mai mari Panellus serotinus sin. Pleurotus serotinus (comestibil), Pleurotus cornucopiae (comestibil),Pleurotus eryngii (comestibil), Pleurotus pulmonarius (comestibil) sau chiar și cu otrăvitorul, de asemenea bioluminescentul  Omphalotus olearius.

## Ciuperci asemănătoare în imagini

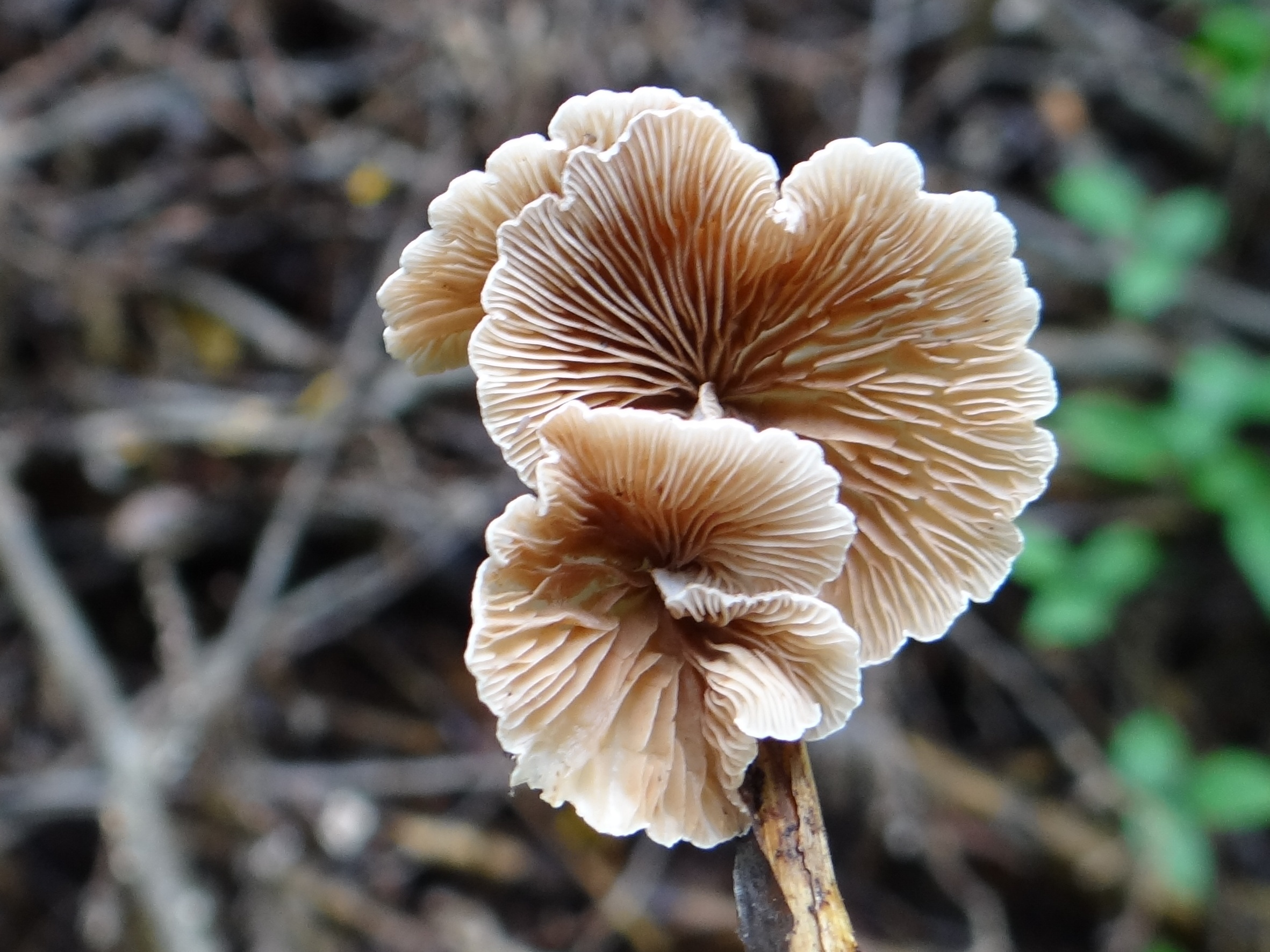
!Crepidotus mollis!
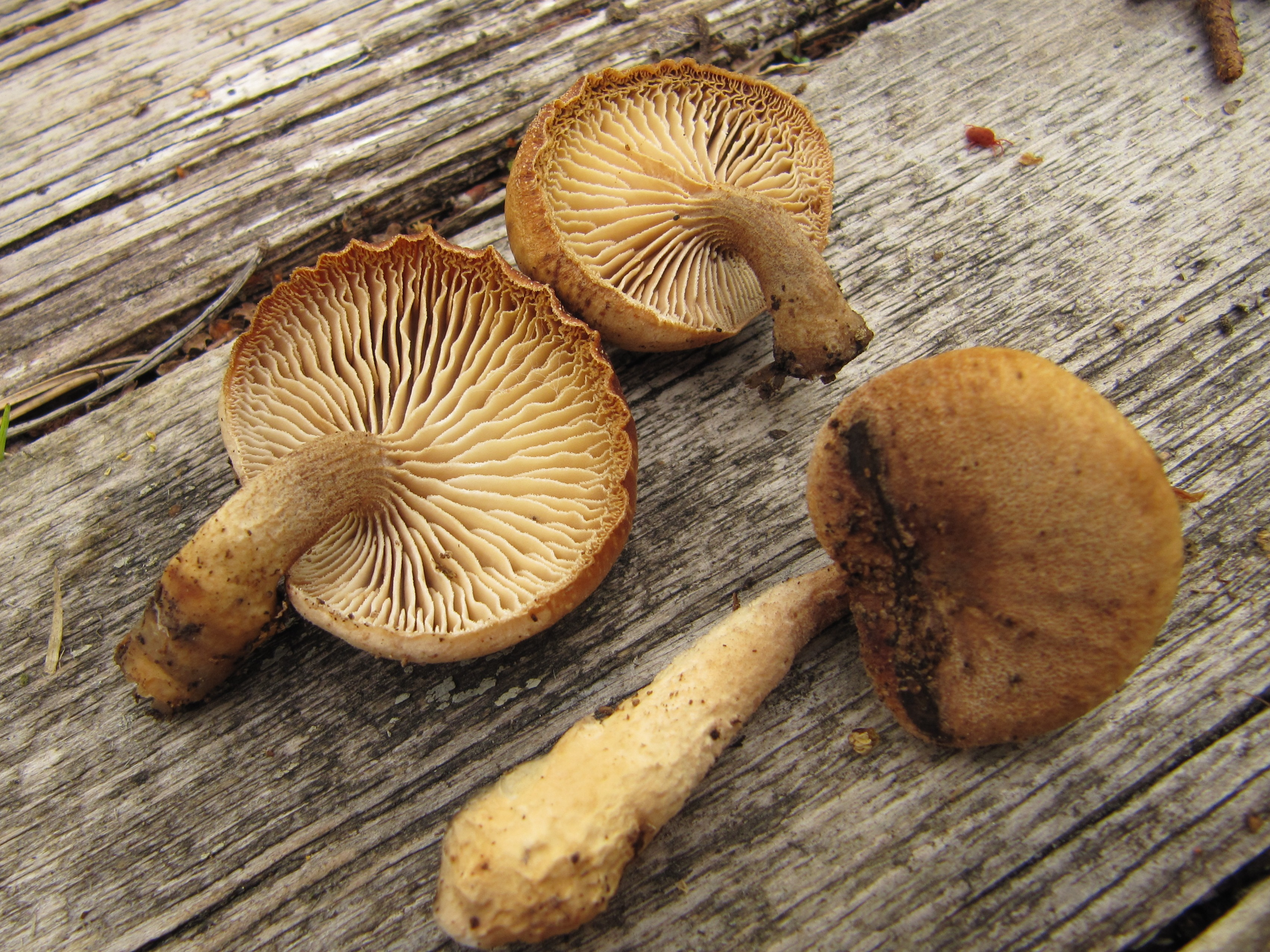
!Neolentinus adhaerens sin. Lentinus adhaerens!
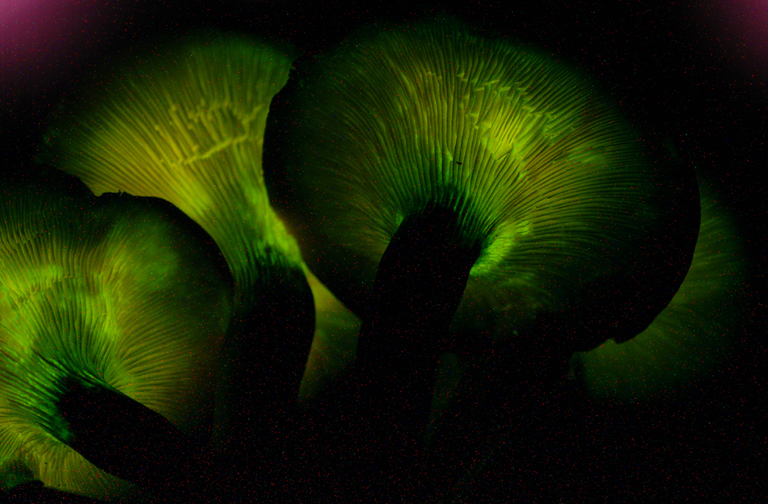
!!Omphalotus olearius!!
!Panellus mitis!
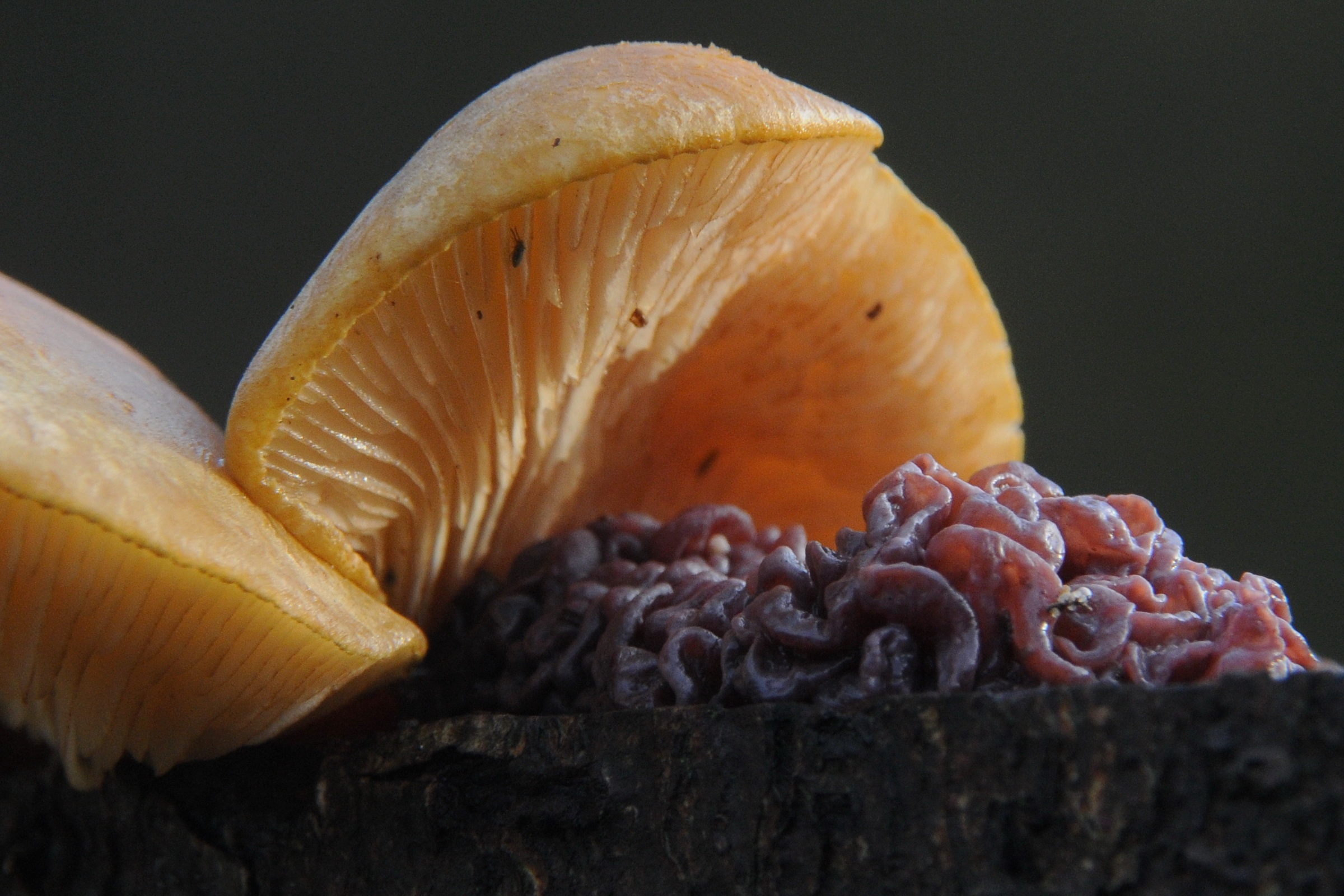
Panellus serotinus sin. Pleurotus serotinus
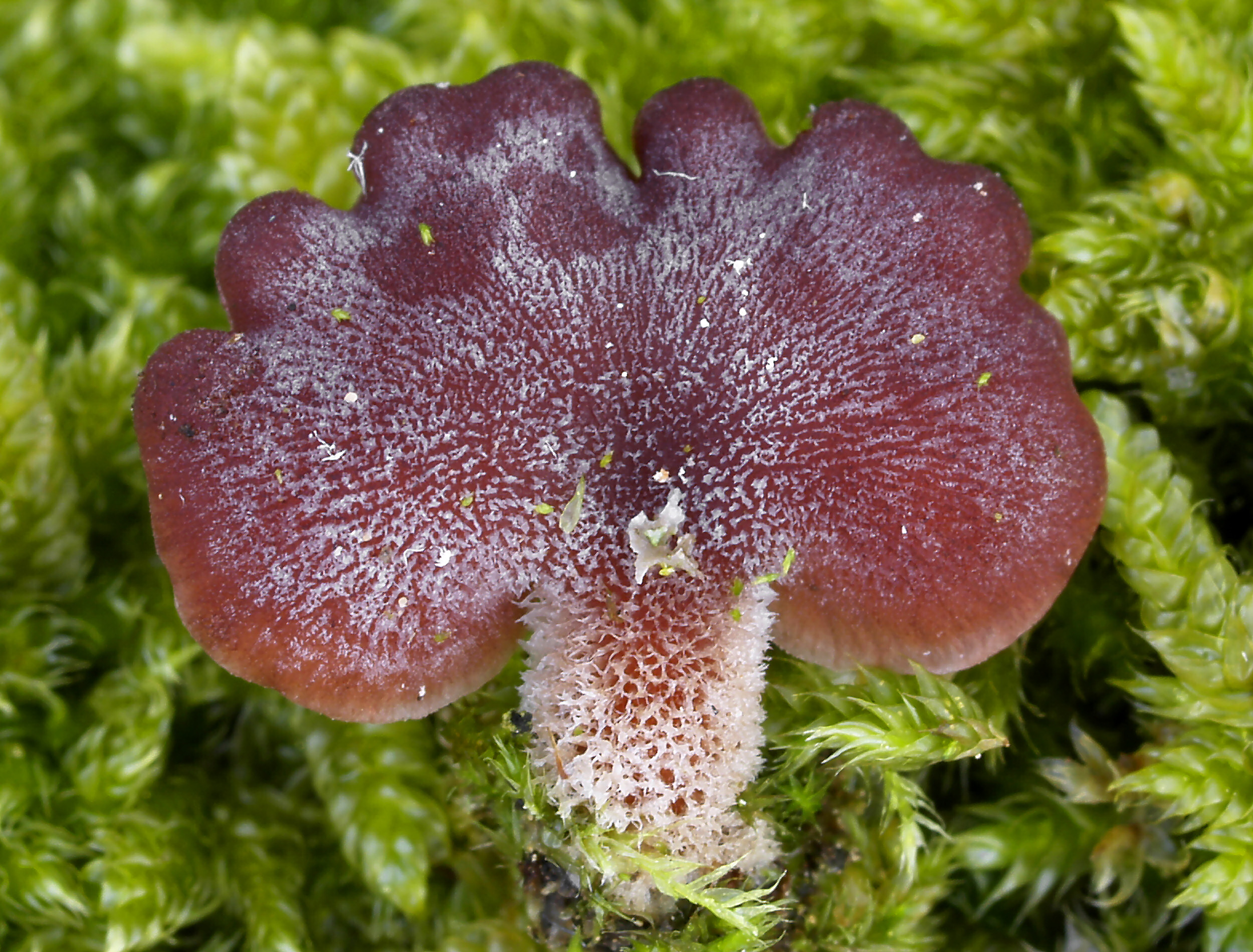
!Panellus violaceofulvus!
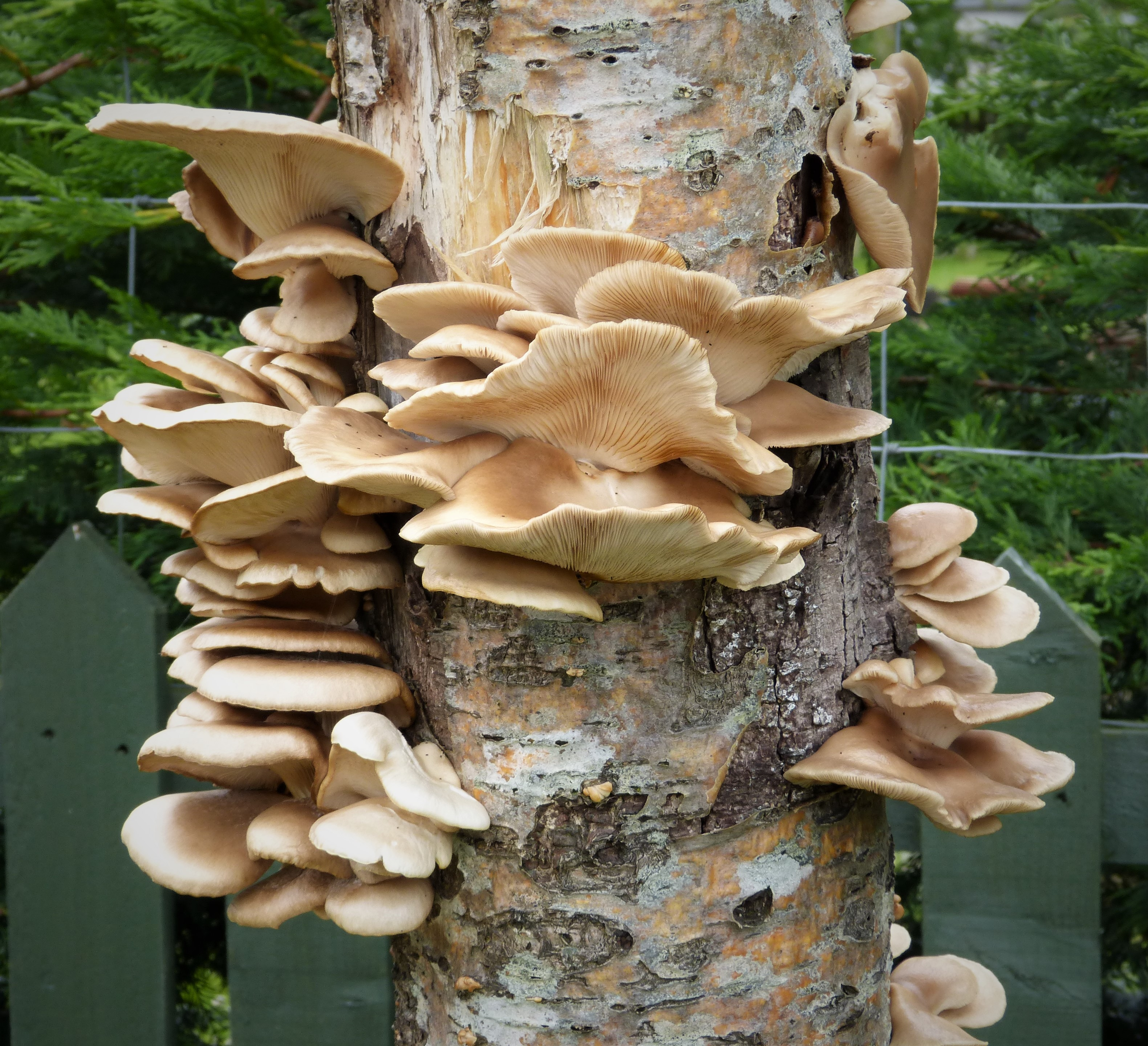
Pleurotus cornucopiae
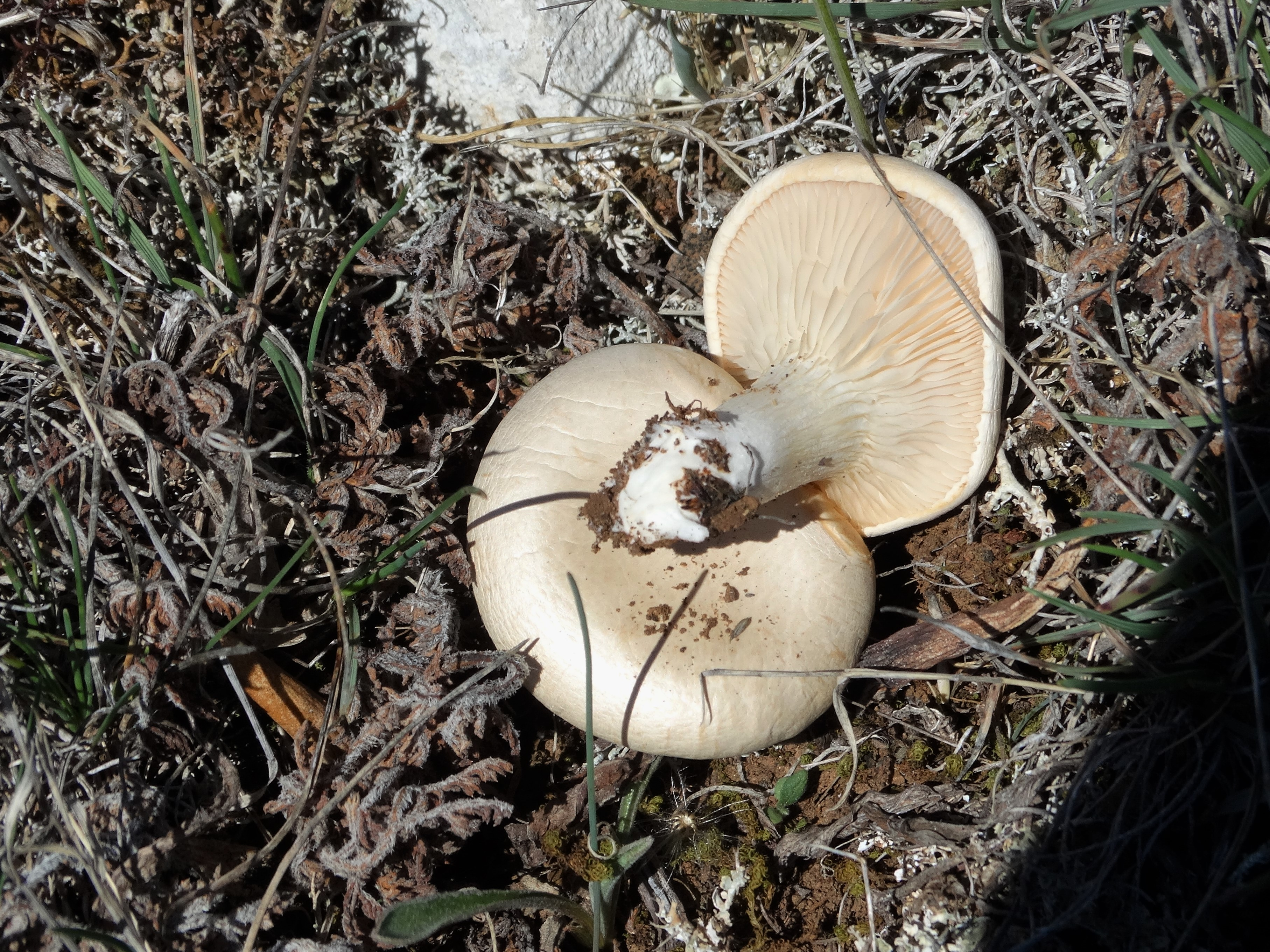
Pleurotus eryngii
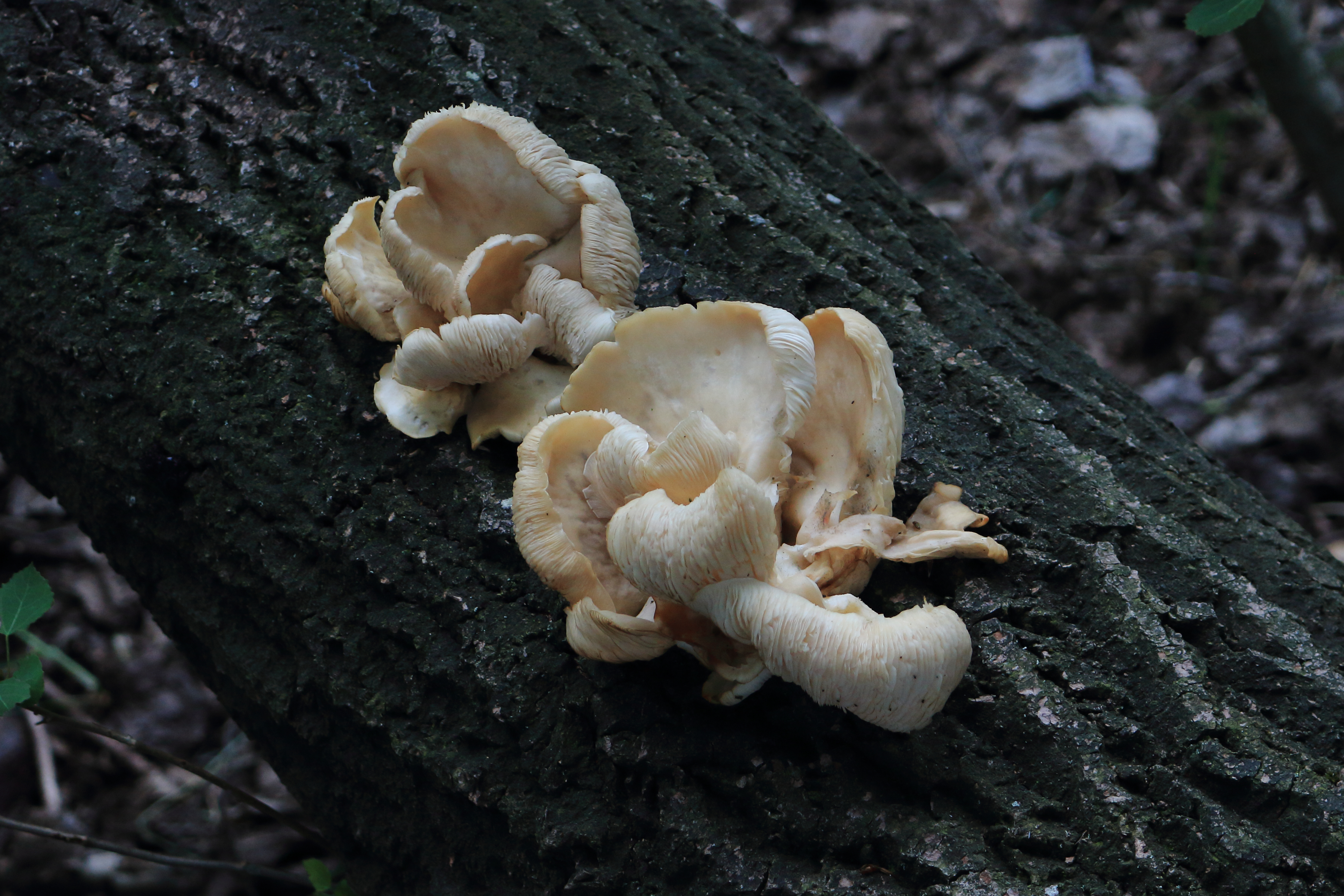
Pleurotus pulmonarius

## Valorificare
Panellus stipticus nu este otrăvitor, dar absolut necomestibil din cauza calităților cărnii precum al gustului său dezgustător acru și amar.
Deși omul adesea oară nu se gândește la ciuperci altfel decât la mâncare este bine de știut că unele specii chiar emit lumina. Panellus stipticus emită suficientă lumină cât să se observe acest lucru chiar și în condiții de luminozitate scăzută (nu doar la întuneric). Soiul afișează tipul de bioluminescență cunoscută sub numele de Foxfire, o formă naturală a fosforescenței. Specia este cultivată pentru proprietățile ei medicinale: oprește sângerarea și îngroașă sângele. În medicina tradițională chineză este folosită pe post de purgativ. Mai departe este folosită în bioremedierea terenurilor și apelor contaminate cu poluanți organici și pentru transformarea deșeurilor industriale bogate în polifenoli toxici.